# Jimmy Smits
Jimmy Smits (Nova Iorque, 9 de julho de 1955) é um ator norte-americano. Seu pai era um tipógrafo do Suriname e seu mãe uma enfermeira porto-riquenha. Ele foi criado em um ambiente familiar católico.
Ele é o vencedor de um Prêmio Globo de Ouro. Ele é mais conhecido por seu papel como congressista Matt Santos no drama político The West Wing. Ele também trabalhou em séries de televisão como A Lei dos Anjos, NYPD Blue e Dexter. Entre seus mais conhecidos papéis no cinema, destacam-se o senador Bail Organa em Star Wars (Episódio II, Episódio III e Rogue One). Ele também se destacou, como Cyrus Garza em Outlaw e como Nero Padilla a partir da quinta temporada da serie Sons of Anarchy em 2012 até 2014.
Trabalhou na série How to Get Away with Murder em 2018, como Isaac, terapeuta de Annalise.